# Contea di Ingham
La contea di Ingham, in inglese Ingham County, è una contea dello Stato del Michigan, negli Stati Uniti. La popolazione al censimento del 2000 era di 279 320 abitanti. Il capoluogo di contea è Mason.
La contea ospita nei propri confini Lansing, capitale dello stato del Michigan.

## Infrastrutture e trasporti
La città capoluogo, Mason, è servita dall'Aeroporto Mason Jewett Field.